# 武士道エイティーン
『武士道エイティーン』（ぶしどうエイティーン）は、誉田哲也による日本の小説作品。
剣道に青春をかける対照的な少女の成長を描く。前編に『武士道シックスティーン』及び『武士道セブンティーン』続編に『武士道ジェネレーション』がある。
解説は作家の有川浩。

## あらすじ
一度は真剣に考えた東松学園への転校を封印し福岡南高校に留まった甲本早苗。親友の磯山香織とは全国大会での再会を誓い、練習に励むが、その矢先に靭帯を損傷する大ケガを負ってしまう。選手層の厚い福岡南高では、早苗を下げて他の選手を選出する事も検討されるが、顧問の吉野は、早苗を高校総体団体戦一本に絞って出場させる戦略を立て、香織との対決を確実に実現させるために、チームオーダーを東松の顧問・小柴に伝える……

## 登場人物
磯山 香織（いそやま かおり）
東松学園高等部・三年生。剣道部随一の実力者。早苗、レナを擁する福岡南高との対戦で、二人と決着をつけたいと願っている。
甲本 早苗（こうもと さなえ）
福岡南高校・三年生。香織との試合を楽しみにしている。
田原 美緒（たはら みお）
東松学園高等部・二年生。中等部時代の早苗の後輩。香織には子犬のようになついている。「平正眼」「シュハリ！」では主人公として扱われる。
黒岩 那（くろいわ れな）
福岡南高校・三年生。通称「レナ」。磯山香織とは浅からぬ因縁がある。エキゾチックな美人。座頭市を観て、変な技の習得に励むなど、ユーモラスな一面もある。
吉野 正治（よしの まさはる）
福岡南高校・剣道部三班の顧問。無精ひげをだらしなく生やしたり、酒臭かったり、問題のある人物。「実録・百道浜決戦」では主人公として扱われる。
桐谷 玄明（きりたに よしあき）
桐谷道場・道場主。剣道の達人。厳しく香織を指導する。弟子からは、音読みして「げんめい」と呼ばれる。「兄・桐谷隆明」では主人公として扱われる。
桐谷 隆明（きりたに たかあき）
桐谷道場・先代の道場主。玄明の兄。弟子からは、音読みして「りゅうめい」と呼ばれていた。香織が入門したての頃はまだ存命で、香織は直接指導を受けている。
西荻 緑子（にしおぎ みどりこ）
早苗の姉。高校卒業後は大学に進学せずモデルの仕事に専念する。「バスと歩道橋と留守番メッセージ」では主人公として扱われる。
蒲生 辰二郎（がもう たつじろう）
蒲生武具店・店主。通称「たつじい」。香織を暖かく見守る。桐谷兄弟とは幼馴染で、桐谷の家の事情も良く知っている。
小柴（こしば）
東松学園高等部・教員。女子剣道部の顧問。磯山と甲本を対戦させるため吉野に協力する。

## 書籍情報
- 単行本：2009年7月30日発売[2]、文藝春秋、ISBN 978-4-16-328320-3
- 文庫本：2012年2月10日発売[1]、文春文庫、ISBN 978-4-16-778004-3